# بیولیو
بیولیو (به ایتالیایی: Bioglio) یک کومونه در ایتالیا است که در استان بیه‌لا واقع شده‌است.

## خصوصیات
بیولیو ۱۷٫۸ کیلومترمربع مساحت و ۱٬۰۴۹ نفر جمعیت دارد.